# ユヌス＝ベク・エフクロフ
ユヌス＝ベク・バマトギレイェヴィチ・エフクロフ（ロシア語: Юнус-бек Баматгиреевич Евкуров、イングーシ語: Юнус-Бек Баматгире Евкурнаькъан、ラテン文字転写の例：Yunus-bek Bamatgireyevich Yevkurov、1963年7月23日-）は、イングーシ人の政治家、軍人。上級大将。ロシア連邦英雄。
2008年から2019年にかけて、イングーシ共和国首長（第3代）を務めた。

## 経歴
北オセチア自治ソビエト社会主義共和国プリゴロドヌイ地区タルスコエ（又はアングシュト）村の農家に生まれる。11人兄弟。
1982年、軍に召集され、太平洋艦隊の海軍歩兵に配属される。その後、リャザン空挺指揮学校に入校し、1989年に卒業した。
卒業後、空挺軍に勤務。1997年、M.V.フルンゼ名称軍事アカデミーを卒業。第98親衛空挺師団第217パラシュート降下連隊の情報部長、参謀長を務め、第一次チェチェン戦争に従軍した。彼の指揮下の偵察兵は、
シャリ、アフトゥルイ、ヴェジェノの解放で活躍した。
1999年6月のユーゴスラビア紛争時、エフクロフは空挺部隊を指揮して、ボスニアからコソヴォへの強行軍を行い、他国の平和維持軍に先駆けてプリシュティナ空港を支配下に置いた。
中佐として、第二次チェチェン戦争に従軍し、偵察強襲群を指揮して、ロシア兵捕虜12人を解放した。この功績により、2000年4月13日、ロシア連邦英雄の称号が授与された。
2004年、ロシア連邦軍参謀本部アカデミーを卒業し、大佐に昇進。沿ヴォルガ・ウラル軍管区の情報局副局長、参謀次長に任命される。
2008年10月30日、イングーシ共和国大統領ムラト・ジャジコフが治安悪化の責任を問われて解任され、エフクロフは大統領代行に任命された。10月31日、エフクロフは大統領として議会により承認された。エフクロフは、共和国内に秩序をもたらすための妥協的な人物と考えられている。元大統領ルスラン・アウシェフは、エフクロフを「最良の候補者」と呼んだ。イングーシ選出の国会議員ベラン・ハムチエフ（Белан Хамчиев）の指摘によれば、エフクロフは現地部族とは無関係であるとされる。
2009年6月、エフクロフの乗った車列に自動車爆弾が突っ込み自爆。エフクロフは一時意識不明の重体となった。このため、大統領権限を一時期ラシード・ガイサノフ首相に委譲した。犯人は未だ判明しておらず、犯人像としては、チェチェンから流れてきたイスラーム過激派や、エフクロフによる汚職追放により不利益を得た勢力、などの可能性が挙げられている。同年8月には大統領職務に復帰し、イスラーム過激派掃討と治安対策を強化する姿勢を見せた。
任期中の2011年1月1日より大統領という役職名が首長に変更されている。2018年9月9日に議会での投票で首長に再選された。2019年になってチェチェンとの土地交換交渉を進めたが反対運動が相次ぎ、6月23日に辞任表明。
2019年7月新設された訓練担当の国防次官となり、中将に昇進した。その後2021年大将、2024年上級大将に昇進している。ロシアのウクライナ侵攻においては北朝鮮部隊の受け入れも担当した。

## 人物
ロシア連邦英雄。赤星勲章、勇気勲章、「大胆さに対する」メダル2個を受賞。
2007年12月23日に故郷で結婚。